# Campeonato Argentino de Futebol de 2022 – Terceira Divisão (Primera B)
A Primera B do Campeonato Argentino de Futebol de 2022, também conhecida oficialmente como Campeonato de Primera División "B" 2022, foi a 91.ª edição do certame equivalente à terceira divisão do futebol argentino para os clubes diretamente afiliados à Associação do Futebol Argentino (AFA). A liga foi disputada por 17 times e organizada pela própria AFA. Começou em 6 de março de 2021 e terminou em 19 de dezembro do mesmo ano, consagrando um campeão e outorgando um único à Primera Nacional de 2023.
O campeão da competição foi o Defensores Unidos da cidade de Zárate, que obteve o seu título inédito, ao derrotar na final o Villa San Carlos após o somatório do placar dos dois jogos. No jogo de ida, em Zárate, o time da casa venceu por 2–1, e no jogo de volta, em La Plata, tivemos um empate sem gols. Com o título, o clube garantiu a única vaga na Primera Nacional de 2023, a segunda divisão do futebol argentino.

## Regulamento
A temporada regular foi disputada por 17 clubes e dividida em dois torneios independentes, Apertura 2022 e Clausura 2022, ambos disputados no sistema de pontos corridos, e em turno único. No Apertura 2022, todos os times jogam entre si uma única vez e terão o mando de campo invertido nos jogos do Clausura 2022. Em caso de igualdade na pontuação para a classificação final de cada torneio, são critérios de desempate: 1) melhor saldo de gols; 2) mais gols pró; 3) confronto direto (pontos, saldo de gols e gols pró).
Se um mesmo clube vencer tanto o Apertura 2022 como o Clausura 2022, será declarado automaticamente campeão da Primera B e assegurará a única vaga na Primera Nacional na temporada de 2023. No entanto, se os ganhadores dos dois torneios, forem clubes distintos, teremos a disputa de um "mata-mata" denominado Torneo Reducido, que premiará o campeão com o único acesso à segundona de 2023. A etapa eliminatória será disputada pelo campeão do Apertura 2022 e do Clausura 2022, além dos seis mais bem colocados na classificação geral (Apertura 2022 mais Clausura 2022), e contará com quatro fases: 1.ª, 2.ª fase e semifinal (em jogo único) e final (em jogos de ida e volta). Em caso de igualdade na pontuação e, posteriormente, no saldo de gols do duelo, o desempate é decidido na disputa de pênaltis.
O último colocado na classificação geral será rebaixado à Primera C de 2023.

## Participantes
| Equipe               | Cidade               | Província       | Estádio (mando)                      | Capacidade |
| -------------------- | -------------------- | --------------- | ------------------------------------ | ---------- |
| Acassuso             | Boulogne             | Buenos Aires    | La Quema                             | 800        |
| Argentino de Quilmes | Quilmes              | Buenos Aires    | Argentino de Quilmes                 | 7 000      |
| Cañuelas             | Cañuelas             | Buenos Aires    | Jorge Alfredo Arín                   | 1 500      |
| Colegiales           | Munro                | Buenos Aires    | Libertarios Unidos                   | 6 500      |
| Comunicaciones       | Buenos Aires         | Capital Federal | Alfredo Ramos                        | 3 500      |
| Defensores Unidos    | Zárate               | Buenos Aires    | Mario Losinno                        | 6 000      |
| Deportivo Armenio    | Ingeniero Maschwitz  | Buenos Aires    | Armenia                              | 10 500     |
| Deportivo Merlo      | Parque San Martín    | Buenos Aires    | José Manuel Moreno                   | 10 000     |
| Dock Sud             | Dock Sud             | Buenos Aires    | De los Inmigrantes                   | 9 000      |
| Fénix                | Buenos Aires         | Capital Federal | Não possui                           |            |
| Ituzaingó            | Ituzaingó            | Buenos Aires    | Carlos Alberto Sacaan                | 5 500      |
| J. J. de Urquiza     | Loma Hermosa         | Buenos Aires    | Ramón Roque Martín                   | 2 500      |
| Los Andes            | Lomas de Zamora      | Buenos Aires    | Eduardo Gallardón                    | 38 000     |
| San Miguel           | Los Polvorines       | Buenos Aires    | Malvinas Argentinas (Los Polvorines) | 9 000      |
| Talleres             | Remedios de Escalada | Buenos Aires    | Talleres                             | 15 000     |
| UAI Urquiza          | Villa Lynch          | Buenos Aires    | Monumental de Villa Lynch            | 1 000      |
| Villa San Carlos     | Berisso              | Buenos Aires    | Genacio Sálice                       | 4 000      |

| Fonte: AFA (em castelhano) |

## Classificação

### Torneo Apertura
| Pos. | Equipes              | P  | J  | V | E | D  | GP | GC | SG  | Classificação                  |
| ---- | -------------------- | -- | -- | - | - | -- | -- | -- | --- | ------------------------------ |
| 1    | Comunicaciones       | 30 | 16 | 9 | 3 | 4  | 28 | 15 | 13  | Campeão. Semifinal do Reducido |
| 2    | Ituzaingó            | 28 | 16 | 8 | 4 | 4  | 19 | 15 | 4   |                                |
| 3    | Colegiales           | 27 | 16 | 8 | 3 | 5  | 22 | 19 | 3   |                                |
| 4    | Villa San Carlos     | 25 | 16 | 7 | 4 | 5  | 23 | 16 | 7   |                                |
| 5    | Cañuelas             | 25 | 16 | 7 | 4 | 5  | 22 | 16 | 6   |                                |
| 6    | Fénix                | 24 | 16 | 6 | 6 | 4  | 17 | 14 | 3   |                                |
| 7    | Defensores Unidos    | 23 | 16 | 6 | 5 | 5  | 22 | 21 | 1   |                                |
| 8    | Deportivo Armenio    | 23 | 16 | 5 | 8 | 3  | 17 | 17 | 0   |                                |
| 9    | Talleres (RdE)       | 22 | 16 | 6 | 4 | 6  | 20 | 20 | 0   |                                |
| 10   | Argentino de Quilmes | 21 | 16 | 5 | 6 | 5  | 21 | 18 | 3   |                                |
| 11   | J. J. de Urquiza     | 20 | 16 | 4 | 8 | 4  | 16 | 17 | −1  |                                |
| 12   | Dock Sud             | 20 | 16 | 5 | 5 | 6  | 18 | 21 | −3  |                                |
| 13   | Acassuso             | 19 | 16 | 4 | 7 | 5  | 19 | 20 | −1  |                                |
| 14   | Deportivo Merlo      | 16 | 16 | 4 | 4 | 8  | 10 | 17 | −7  |                                |
| 15   | Los Andes            | 15 | 16 | 2 | 9 | 5  | 15 | 21 | −6  |                                |
| 16   | UAI Urquiza          | 15 | 16 | 4 | 3 | 9  | 17 | 27 | −10 |                                |
| 17   | San Miguel           | 12 | 16 | 3 | 3 | 10 | 11 | 23 | −12 |                                |

| Fonte: Soccerway (em português) |

### Torneo Clausura
| Pos. | Equipes              | P  | J  | V  | E | D  | GP | GC | SG  | Classificação                  |
| ---- | -------------------- | -- | -- | -- | - | -- | -- | -- | --- | ------------------------------ |
| 1    | Deportivo Armenio    | 36 | 16 | 10 | 6 | 0  | 18 | 3  | 15  | Campeão. Semifinal do Reducido |
| 2    | Colegiales           | 35 | 16 | 11 | 2 | 3  | 26 | 15 | 11  |                                |
| 3    | San Miguel           | 24 | 16 | 6  | 6 | 4  | 19 | 14 | 5   |                                |
| 4    | Ituzaingó            | 24 | 16 | 7  | 3 | 6  | 21 | 21 | 0   |                                |
| 5    | Defensores Unidos    | 23 | 16 | 6  | 5 | 5  | 20 | 15 | 5   |                                |
| 6    | Villa San Carlos     | 23 | 16 | 6  | 5 | 5  | 16 | 16 | 0   |                                |
| 7    | Acassuso             | 22 | 16 | 6  | 4 | 6  | 14 | 15 | −1  |                                |
| 8    | Cañuelas             | 22 | 16 | 6  | 4 | 6  | 17 | 20 | −3  |                                |
| 9    | Deportivo Merlo      | 21 | 16 | 5  | 6 | 5  | 17 | 17 | 0   |                                |
| 10   | Talleres (RdE)       | 21 | 16 | 5  | 6 | 5  | 15 | 16 | −1  |                                |
| 11   | Comunicaciones       | 20 | 16 | 5  | 5 | 6  | 20 | 21 | −1  |                                |
| 12   | Los Andes            | 19 | 16 | 4  | 7 | 5  | 15 | 14 | 1   |                                |
| 13   | UAI Urquiza          | 19 | 16 | 5  | 4 | 7  | 11 | 14 | −3  |                                |
| 14   | Dock Sud             | 18 | 16 | 5  | 3 | 8  | 16 | 21 | −5  |                                |
| 15   | Fénix                | 17 | 16 | 4  | 5 | 7  | 14 | 18 | −4  |                                |
| 16   | Argentino de Quilmes | 15 | 16 | 3  | 6 | 7  | 16 | 24 | −8  |                                |
| 17   | J. J. de Urquiza     | 10 | 16 | 3  | 1 | 12 | 7  | 18 | −11 |                                |

| Fonte: Soccerway (em português) |

### Classificação Geral
| Pos. | Equipes              | P  | J  | V  | E  | D  | GP | GC | SG  | Classificação             |
| ---- | -------------------- | -- | -- | -- | -- | -- | -- | -- | --- | ------------------------- |
| 1    | Colegiales           | 62 | 32 | 19 | 5  | 8  | 48 | 34 | 14  | Primeira fase do Reducido |
| 2    | Deportivo Armenio    | 59 | 32 | 15 | 14 | 3  | 35 | 20 | 15  | Semifinal do Reducido     |
| 3    | Ituzaingó            | 52 | 32 | 15 | 7  | 10 | 40 | 36 | 4   | Primeira fase do Reducido |
| 4    | Comunicaciones       | 50 | 32 | 14 | 8  | 10 | 48 | 36 | 12  | Semifinal do Reducido     |
| 5    | Villa San Carlos     | 48 | 32 | 13 | 9  | 10 | 39 | 32 | 7   | Primeira fase do Reducido |
| 6    | Cañuelas             | 47 | 32 | 13 | 8  | 11 | 39 | 36 | 3   | Primeira fase do Reducido |
| 7    | Defensores Unidos    | 46 | 32 | 12 | 10 | 10 | 42 | 36 | 6   | Primeira fase do Reducido |
| 8    | Talleres (RdE)       | 43 | 32 | 11 | 10 | 11 | 35 | 36 | −1  | Primeira fase do Reducido |
| 9    | Fénix                | 41 | 32 | 10 | 11 | 11 | 31 | 32 | −1  | Primeira fase do Reducido |
| 10   | Acassuso             | 41 | 32 | 10 | 11 | 11 | 33 | 35 | −2  | Primeira fase do Reducido |
| 11   | Dock Sud             | 38 | 32 | 10 | 8  | 14 | 34 | 42 | −8  |                           |
| 12   | Deportivo Merlo      | 37 | 32 | 9  | 10 | 13 | 27 | 34 | −7  |                           |
| 13   | Argentino de Quilmes | 36 | 32 | 8  | 12 | 12 | 37 | 42 | −5  |                           |
| 14   | San Miguel           | 36 | 32 | 9  | 9  | 14 | 30 | 37 | −7  |                           |
| 15   | Los Andes            | 34 | 32 | 6  | 16 | 10 | 30 | 35 | −5  |                           |
| 16   | UAI Urquiza          | 34 | 32 | 9  | 7  | 16 | 28 | 41 | −13 |                           |
| 17   | J. J. de Urquiza     | 30 | 32 | 7  | 9  | 16 | 23 | 35 | −12 | Rebaixado à Primera C     |

| Fonte: Universo Fútbol (em castelhano) |

## Torneo Reducido

### Primeira fase doReducido
| Chave | Equipe 1         | Resultado   | Equipe 2          | Ida | Volta | Referência |
| ----- | ---------------- | ----------- | ----------------- | --- | ----- | ---------- |
| 1     | Colegiales       | 1–1 (4–5 p) | Acassuso          | ―   | ―     | TyC        |
| 2     | Ituzaingó        | 0–0 (2–3 p) | Fénix             | ―   | ―     | TyC        |
| 3     | Villa San Carlos | 0–0 (4–3 p) | Talleres (RdE)    | ―   | ―     | TyC        |
| 4     | Cañuelas         | 0–0 (3–4 p) | Defensores Unidos | ―   | ―     | TyC        |

### Segunda fase doReducido
| Chave | Equipe 1          | Resultado | Equipe 2 | Ida | Volta | Referência |
| ----- | ----------------- | --------- | -------- | --- | ----- | ---------- |
| 1     | Villa San Carlos  | 2–1       | Acassuso | ―   | ―     | TyC        |
| 2     | Defensores Unidos | 1–0       | Fénix    | ―   | ―     | TyC        |

### Semifinal doReducido
| Chave | Equipe 1          | Resultado | Equipe 2          | Ida | Volta | Referência |
| ----- | ----------------- | --------- | ----------------- | --- | ----- | ---------- |
| S–1   | Deportivo Armenio | 0–1       | Defensores Unidos | —   | —     | TyC        |
| S–2   | Comunicaciones    | 0–1       | Villa San Carlos  | —   | —     | TyC        |

### Final doReducido
| Chave | Equipe 1         | Resultado | Equipe 2          | Ida | Volta | Referência |
| ----- | ---------------- | --------- | ----------------- | --- | ----- | ---------- |
| ―     | Villa San Carlos | 1–2       | Defensores Unidos | 1–2 | 0–0   | TyC, TyC   |

## Premiação
| Campeonato Argentino de Futebol de 2022 Primera Divisón B                          |
| ---------------------------------------------------------------------------------- |
| Defensores Unidos Campeão (1º título da Primera B) (1º título da Terceira Divisão) |

## Estatísticas

### Artilheiros
| Jogador             | Clube                | Gols |
| ------------------- | -------------------- | ---- |
| Lucas Scarnato      | San Miguel           | 16   |
| Franco Sosa         | Argentino de Quilmes | 13   |
| Ivo Kestler         | Colegiales           | 13   |
| Jonathan Morán      | Los Andes            | 13   |
| Sergio Sosa         | Comunicaciones       | 12   |
| Javier Velázquez    | Defensores Unidos    | 12   |
| Lucas Farías        | Talleres (RdE)       | 11   |
| Facundo Krüger      | Cañuelas             | 10   |
| Federico Sellecchia | Acassuso             | 10   |
| Lucas Licht         | Villa San Carlos     | 10   |

| Fonte: Solo Ascenso(em castelhano) |